# Boulevard Alfred Raoul
 (août 2025).
La mise en forme du texte ne suit pas les recommandations de Wikipédia : il faut le « wikifier ».
Les points d'amélioration suivants sont les cas les plus fréquents :
- Les titres sont pré-formatés par le logiciel. Ils ne sont ni en capitales, ni en gras.
- Le texte ne doit pas être écrit en capitales (les noms de famille non plus), ni en gras, ni en italique, ni en « petit »…
- Le gras n'est utilisé que pour surligner le titre de l'article dans l'introduction, une seule fois.
- L'italique est rarement utilisé : mots en langue étrangère, titres d'œuvres, noms de bateaux, etc.
- Les citations ne sont pas en italique mais en corps de texte normal. Elles sont entourées par des guillemets français : « et ».
- Les listes à puces sont à éviter, des paragraphes rédigés étant largement préférés. Les tableaux sont à réserver à la présentation de données structurées (résultats, etc.).
- Les appels de note de bas de page (petits chiffres en exposant, introduits par l'outil «  Source ») sont à placer entre la fin de phrase et le point final[comme ça].
- Les liens internes (vers d'autres articles de Wikipédia) sont à choisir avec parcimonie. Créez des liens vers des articles approfondissant le sujet. Les termes génériques sans rapport avec le sujet sont à éviter, ainsi que les répétitions de liens vers un même terme.
- Les liens externes sont à placer uniquement dans une section « Liens externes », à la fin de l'article. Ces liens sont à choisir avec parcimonie suivant les règles définies. Si un lien sert de source à l'article, son insertion dans le texte est à faire par les notes de bas de page.
- La présentation des références doit suivre les conventions bibliographiques. Il est recommandé d'utiliser les modèles {{Ouvrage}}, {{Chapitre}}, {{Article}}, {{Lien web}} et/ou {{Bibliographie}}. Le mode d'édition visuel peut mettre en forme automatiquement les références.
- Insérer une infobox (cadre d'informations à droite) n'est pas obligatoire pour parachever la mise en page.

Pour une aide détaillée, merci de consulter Aide:Wikification.
Si vous pensez que ces points ont été résolus, vous pouvez retirer ce bandeau et améliorer la mise en forme d'un autre article.
Boulevard Alfred Raoul est une des principales artères de la ville de Brazzaville, capitale de la République du Congo. Cette voie urbaine, longue d'environ un demi-kilomètre, est reconnue comme la plus large de la capitale. Autrefois nommé "Boulevard des Armées", il fut rebaptisé en hommage à Alfred Raoul, un haut dignitaire congolais et ancien chef d'État, décédé en juillet 1999, qui fut aussi l'initiateur de sa construction.

## Histoire et construction
La construction du boulevard remonte à 1968, impulsée par Alfred Raoul, Premier ministre[réf. nécessaire]. L'aménagement a été réalisé avec la participation de la section génie civil des forces armées congolaises. Initialement isolé, le boulevard s'est progressivement entouré de bâtiments symbolisant la République et l'État, notamment la Cour constitutionnelle, le ministère des Affaires étrangères d'un côté, et le Palais des congrès.

## Importance culturelle et politique
Le boulevard est un site emblématique de Brazzaville, lieu des grandes célébrations nationales, en particulier des défilés civils et militaires qui rythment chaque année les festivités du 15 août, jour de l'indépendance de la République du Congo. C'est un lieu de rassemblement populaire où la population se retrouve pour communier avec le président de la République et participer à des événements politiques et culturels, y compris des concerts de musique traditionnels et modernes. Alfred Raoul, passionné de musique et des arts, a laissé une empreinte culturelle marquée sur ce boulevard, ce qui est encore palpable lors des spectacles qui s'y tiennent.

## Infrastructures associées
Le boulevard abrite plusieurs infrastructures majeures dont le Palais des congrès de Brazzaville[réf. nécessaire]. Ce bâtiment, inauguré le 22 juillet 1984, est un symbole fort de la coopération sino-congolaise. Il s'agit d'un lieu stratégique pour les cérémonies officielles nationalement importantes, comportant salons, salles de réunion, et espaces d'exposition.

## Voir Aussi